# Уно Орен
Уно Орен (Uno Åhrén, 6 серпня 1897, Стокгольм — 8 жовтня 1977, Арвіка) — шведський архітектор і містобудівник. Займався також дизайном інтер'єрів та меблів. Провідний прибічник архітектури функціоналізму.

## Життєпис
Навчався у Королівському технологічному інституті (1915 — 1919).
У 1921 — 1923 працював з Ґуннаром Асплундом, що сильно вплинув на нього.
На паризькій міжнародній виставці 1925 року Орен відповідав за оформлення «будуара» у шведському павільйоні, а також виготовив стіл та крісло.
Був одним із творців архітектурної частини Стокгольмської виставки 1930 року. 
У 1931 був одним із шести співавторів маніфесту Acceptera!, що закликав до функціоналізму, стандартизації та масового виробництва.
З 1932 по 1943 був міським планувальником Гетеборга.
У 1947 — 1963 — професор Королівського технологічного інституту.

У 1947 заснував журнал PLAN.

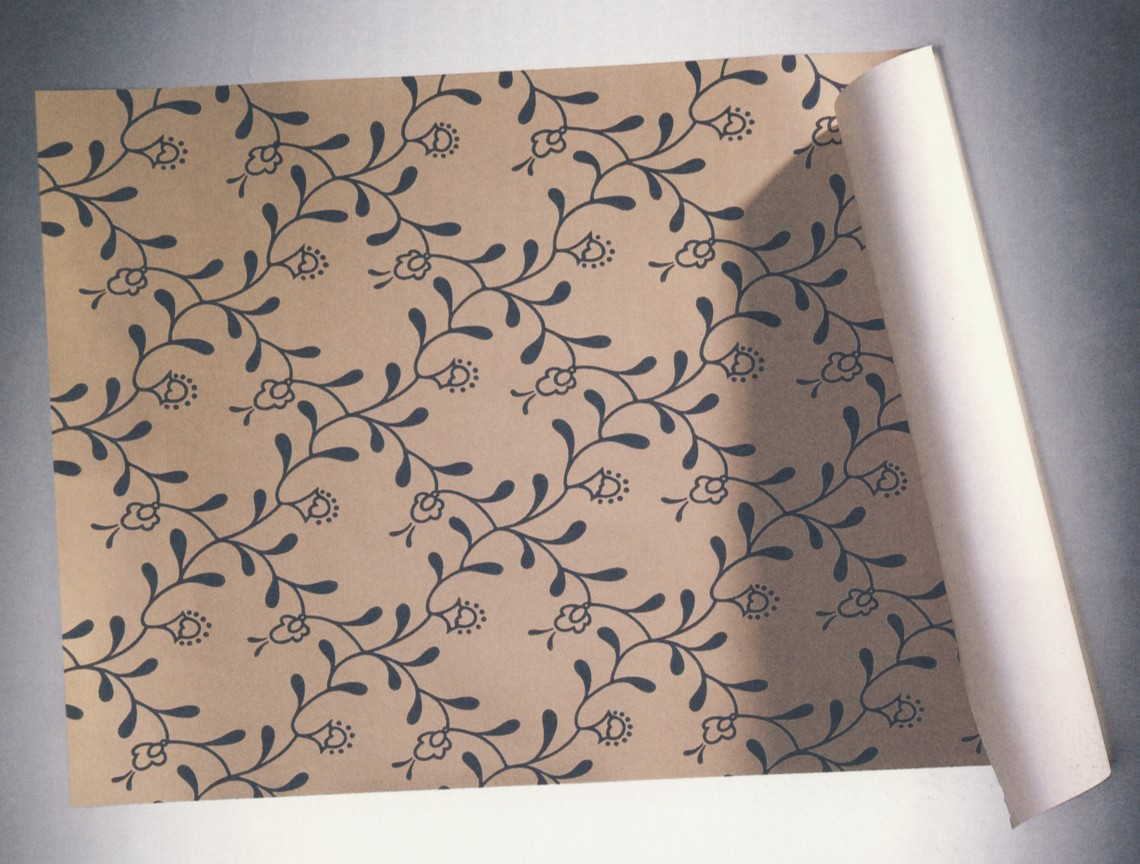
Шпалери. 1917.
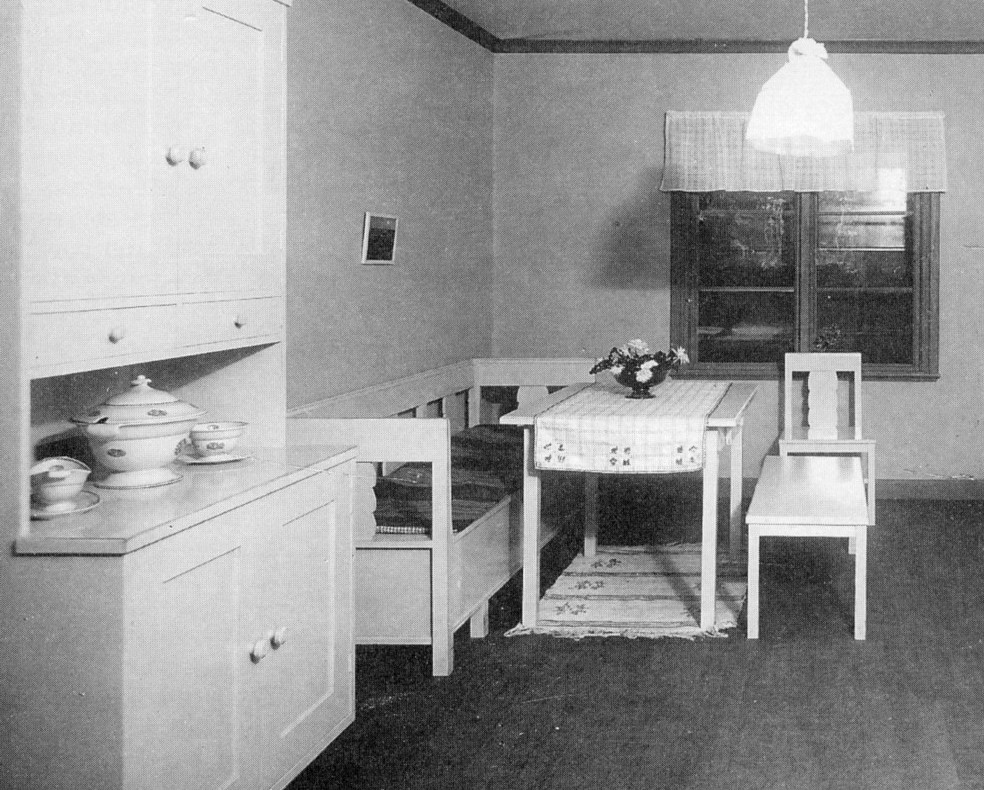
Кухня. 1917.
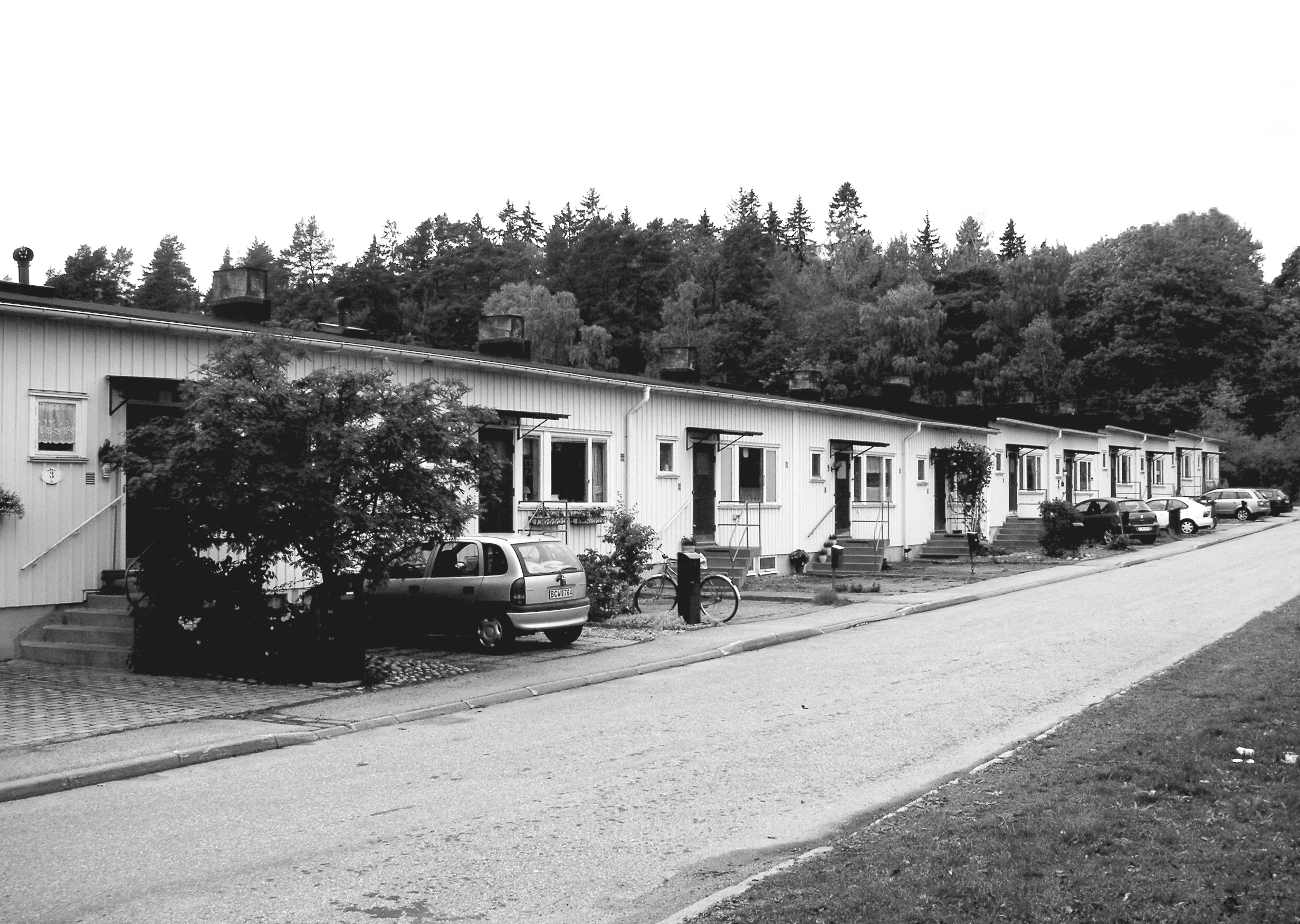
Террасовані будинки у Стокгольмі.
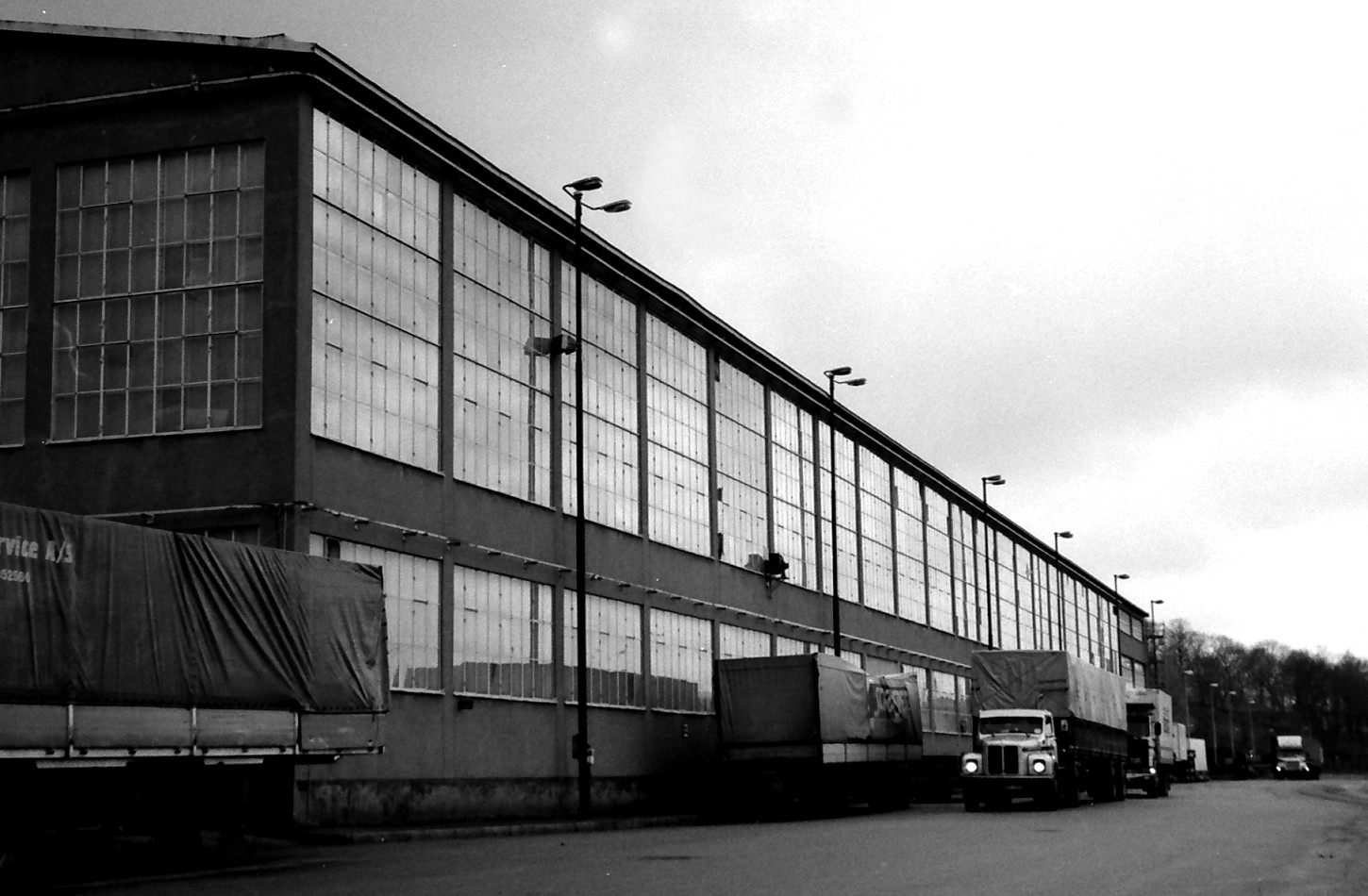
Будівля Форда. 1930.
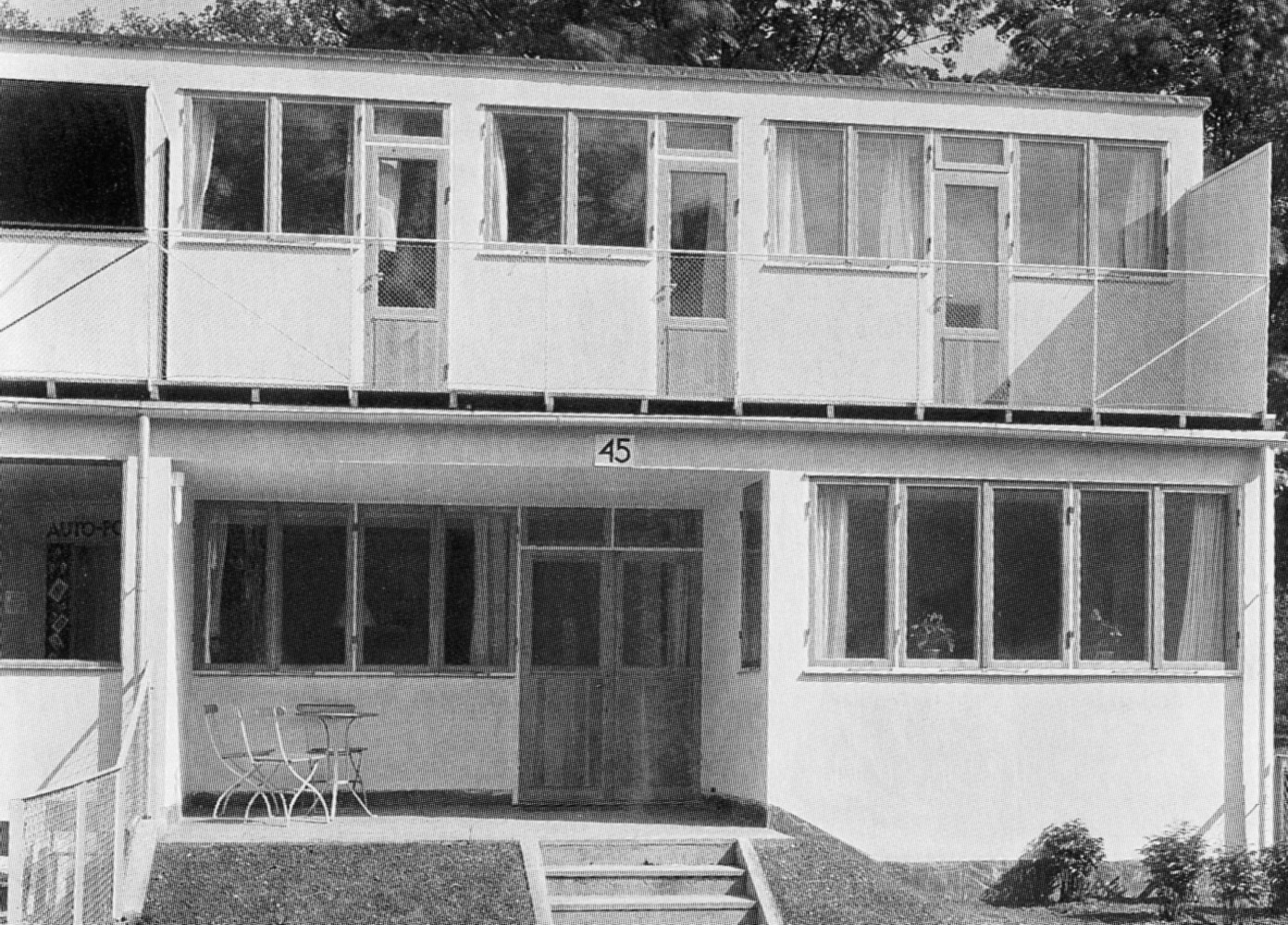
Будинок 45. Стокгольмська виставка 1930 року.
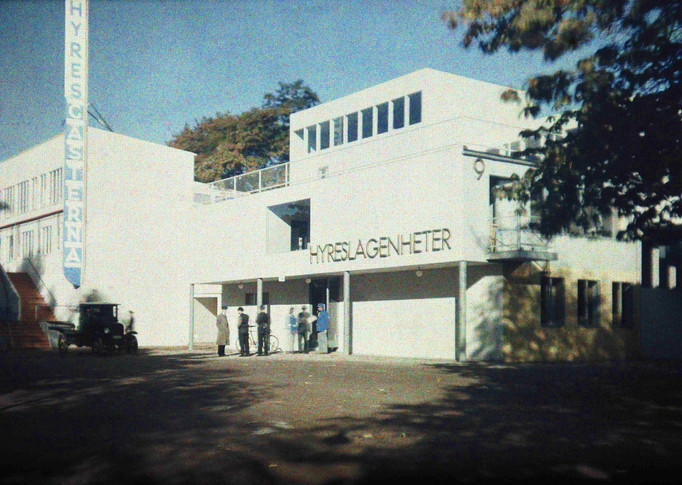
Стокгольмська виставка 1930 року.